# الأجنحة (فلم)
الأجنحة ( (بالسويدية: Vingarne) ) هو فيلم سويدي صامت عام 1916 أخرجه موريتز ستيلر ، وبطولة إيغيل إيدي ، ولارس هانسون ، وليلي بيش ، وجوليوس هالسيج ، واستند إلى رواية هرمان بانغ عام 1902 ميكايل ، والتي كانت نفس المصدر الذي استخدمه كارل ثيودور دريير في كتابه عام 1924 فيلم مايكل .
إلى جانب كونه فيلمًا مبكرًا عن المثليين ، فإنه معروف أيضًا باستخدامه المبتكر لقصة تأطير ورواية الحبكة بشكل أساسي من خلال استخدام ذكريات الماضي .

## القصة
القصة هي قصة كونتيسة متواطئة (لعبت دورها ليلي بيتش ) قادمة بين نحات مثلي الجنس ، كلود زوريت ( إجيل إيدي ) ، ونموذج وحبيبته المخنثين ، ميكائيل ( لارس هانسون ) ، مما أدى في النهاية إلى وفاة زوريت في عاصفة مستعرة قاعدة تمثال ميكائيل باعتباره إيكاروس الأسطوري .

## حالة الحفظ
ضاع الفيلم إلى حد كبير ، حيث بقي نصف ساعة فقط من الفيلم الأصلي الذي مدته 70 دقيقة. تم إجراء عملية ترميم باستخدام الصور الثابتة وبطاقات العنوان لسد الأجزاء المفقودة في عام 1987.

## طاقم التمثيل
- Julius Jaenzon [الإنجليزية]‏
- لارس هانسون
- Lili Bech [الإنجليزية]‏
- Mauritz Stiller [الإنجليزية]‏
- إيجل إيدي
- نيلز أستير [الإنجليزية]‏

## الإنتاج
كان Julius Jaenzon ‏ مديرًا لتصوير الفيلم.

## وصلات خارجية
- مقالات تستعمل روابط فنية بلا صلة مع ويكي بيانات